# اسم مؤقت (مسلسل)
اسم مؤقت، مسلسل تلفزيوني مصري عرض في رمضان 1434 هـ/2013م .

## قصة المسلسل
تدور أحداث المسلسل حول أحد رجال الأعمال (يوسف الشريف) الذي يقرر العودة إلى وطنه بعد غياب طال لأكثر من 10 سنوات استطاع فيها أن يحقق نجاح وثروة كبيرة، يتعرض لحادث أليم يفقد على إثره الذاكرة ويصبح صريع الذكريات ومحاولة التعرف على شخصيته الحقيقية.

## بطولة
- يوسف الشريف : يوسف رمزي - ممدوح داغر - مراد الشيشي - أحمد غريب متولي سلامة
- شيري عادل : هالة التي تساعد يوسف
- زكي فطين عبد الوهاب : رأفت الراوي
- صفاء الطوخي : والدة يوسف، والتي تظهر فيما بعد مربيته في الملجأ الذي كان به والتي تظهر في النهاية انها دكتورته النفسية التي تعالجه.
- رامز أمير : الدكتور أيمن صديق، صديق ليوسف والذي يساعده
- شيرين الطحان : د.نسمة، زوجة رأفت الراوي
- عمرو عابد : المقدم حسام القليوبي زوج هالة السابق
- محمد مرزبان : فارس عسكر
- أيمن القيسوني : رفيق باسل - سعد الجهيني، صديق يوسف والذي حاول قتله عدة مرات ولكن يموت بالسم عن طريق والدة يوسف.
- أمير صلاح الدين : الضيف
- محمد حمدي : منتصر حارس فارس عسكر
- مريم نور : رباب عز الدين
- صبري عبد المنعم : مجدي عبد العزيز
- سامي مغاوري : حافظ مشهور
- عادل هاشم : طاهر يونس، لواء سابق وعم هالة ويساعد يوسف
- ميرهان حسين : لبنى صديقة هالة
- عايدة رياض : شهد الحملاوي
- سعيد طرابيك
- أحمد الشامي : تامر شعبان صديق نانسي
- ريهام حجاج : بنت صبري
- تميم عبده : صبري
- داليا مصطفى : الممثلة شجن
- عبد الرحيم حسن : زياد عسكر، شقيق فارس
- سارة سلامة : نانسي ابنة رأفت الراوي
- هشام سليم : ضيف شرف مصطفى مختار
- إنجي علاء : ضيف شرف (شخصيتها الحقيقية)
- محمد علي رزق
- أمير صلاح